# 吉川吉樹
吉川 吉樹（よしかわ よしき、1976年6月17日 - 2008年4月15日）は、日本の民法学者。元北海道大学大学院法学研究科准教授。

## 人物
契約違反に対する法的救済の在り方を中心に研究していた。生前、内田貴の『民法』を改訂するにあたり、判例・学説等を調査し、改訂作業を補佐していた。
比較法の物差しを「履行期前の履行拒絶」とし、これは民法の規定となった。
商学者法学者の吉川吉衞は父。

## 略歴
- 1976年6月 - 静岡県生まれ
- 1995年3月 - 東大寺学園高校卒業
- 1996年4月 - 東京大学入学
- 2000年3月 - 東京大学法学部第一類卒業
- 2002年3月 - 東京大学大学院法学政治学研究科修士課程修了
- 2005年3月 - 東京大学大学院法学政治学研究科博士課程修了
- 2005年9月 - 北海道大学大学院法学研究科助教授
- 2007年4月 - 北海道大学大学院法学研究科准教授
- 2008年4月15日 - 事故により死亡[1]

## 著書翻訳書
- 『履行請求権と損害軽減義務―履行期前の履行拒絶に関する考察 増補新装版』（東京大学出版会、2020年、内田貴 増補。初版2010年 ISBN 9784130311984）
- UNCITRAL事務局著『注釈　ウィーン売買条約最終草案』（曽野裕夫補訳、商事法務、2015年 ISBN 9784785723156）

## 学術論文
- 『履行期前の履行拒絶に関する一考察－損害軽減義務と履行請求権－(1) - (5)』（法学協会雑誌124巻10号 - 125巻2号、2007年 - 2008年、未完成）

## 判例評釈
- 『最新判例批評 一 協働事業化に関する基本合意に基づく独占交渉義務等の違反と損害賠償――UFJ信託銀行協働事業化事件第一審判決（東京地判平成18・2・13）』判例評論575号2頁（判例時報1947号172頁、2007年）
- 『最高裁判所民事判例研究（民集55巻6号）26 瑕疵担保による損害賠償請求権と消滅時効の規定の適用――平成13年11月27日民集55巻6号1311頁』（法学協会雑誌120巻9号183頁、2003年）
- 『商事判例研究（平成10年度30） 取締役の会社に対する責任における過失相殺の法理の類推適用――横浜地判平成10.7.31』（ジュリスト1210号211頁、2001年）